# 캐터리

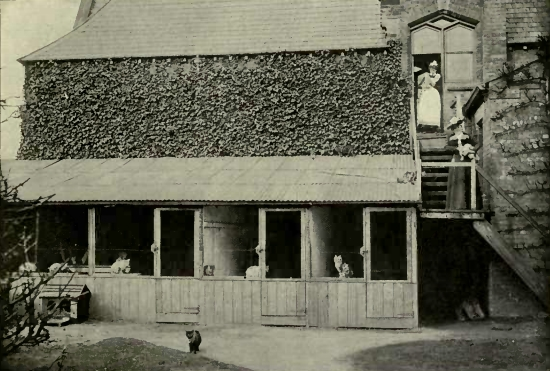
우드히즈 캐터리, 1903년.

캐터리는 전문적인 브리더가 본인의 고양이를 중간 유통 과정 없이 직접 분양하는 곳이다. 캐터리에는 두 가지 종류가 있는데, 보딩 캐터리와 브리딩 캐터리이다. 미국에서 사용되는 용어는 보딩 케넬과 브리딩 케넬이다.

## 같이 보기
- 동물 보호소